# Kooperativní učení

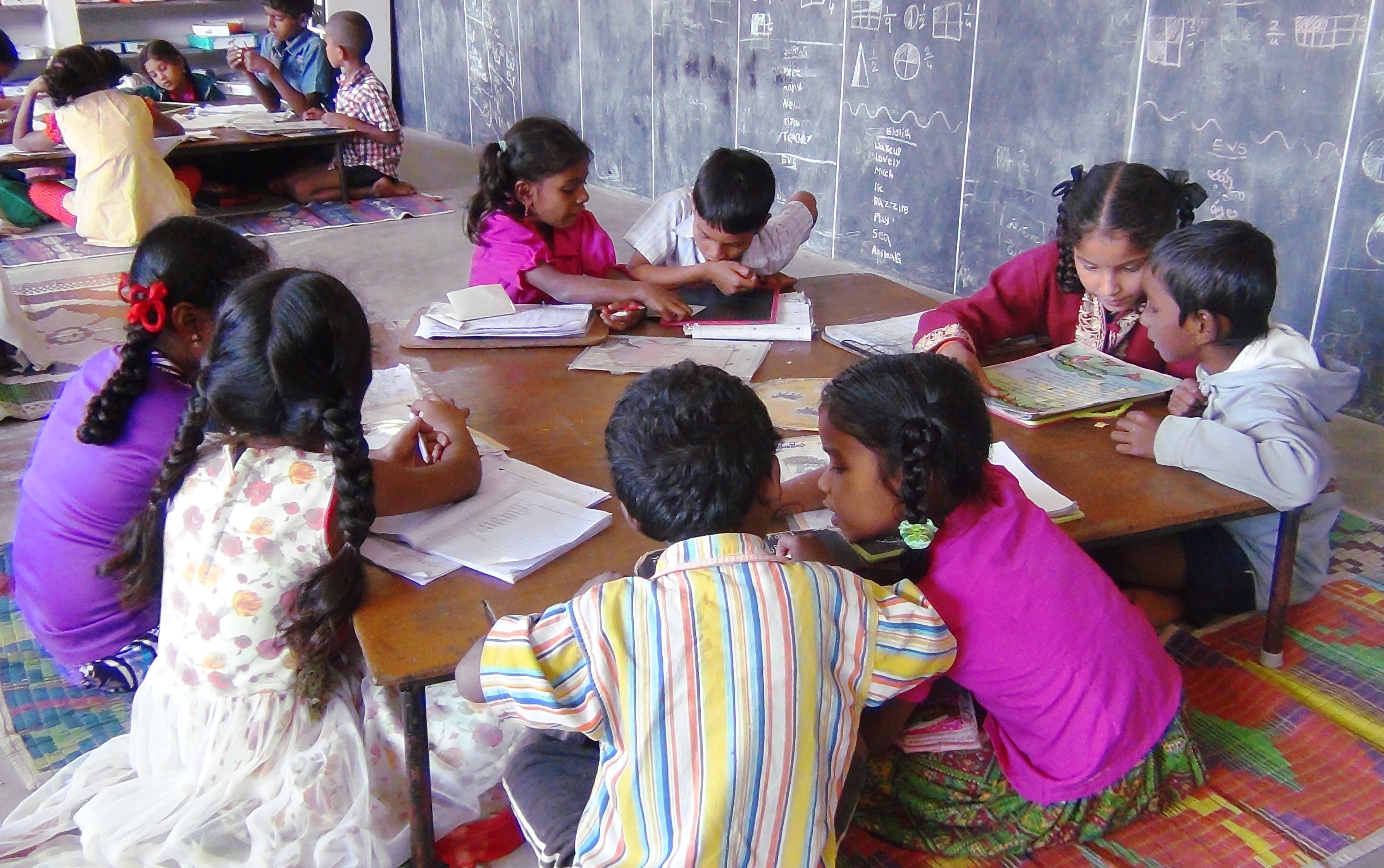
Žáci ve skupině

Pedagogika chápe pojem kooperativní učení jako cílovou strukturu vyučování, jako povahový – osobnostní rys žáka (kooperativnost), podstatný k přijetí kooperativní cílové struktury žákem, a jako charakteristiku chování žáků ve školních situacích – pro skupinové chování. Podstatou kooperativního učení jsou tedy situace, kdy se žák / student aktivně zapojuje do výuky, která má nejčastěji podobu párové či skupinové práce. Účastníci výukového procesu si vzájemně vyměňují informace a tím vznikají nové poznatky. 

## Znaky kooperativního učení
Výukový proces zahrnující kooperativní učení se vyznačuje těmito znaky:
1. Pozitivní vzájemná závislost -  uspěji v případě, že uspějí všichni ze skupiny a vytyčeného cíle dosáhne celá skupina
2. Interakce tváří v tvář -  žáci se učí v malých, kooperujících skupinách
3. Osobní odpovědnost, osobní skládání účtů – výkon každého jedince je využit celou skupinou, všichni členové skupiny mají z kooperativního učení užitek.
4. Formování a využití interpersonálních a skupinových dovedností -  žáci se musí znát a věřit si navzájem, přesná komunikace, řešení konfliktů konstruktivním přístupem.
5. Reflexe skupinové činnosti -  efektivita společné činnosti je dána schopností reflektovat činnost a rozhodovat o vlastních krocích ve skupině.[3]

## Cíle výuky
Stanovení cíle vyučování, napomáhá zvyšování efektivity vyučování. Při stanovení cíle skupinové aktivity, můžeme posuzovat efektivitu diskusí a produktů. 
Cíle kooperativního učení, zahrnují i cíle základního vzdělání. 
Cíle základního vzdělání:
- základy gramotnosti

- rozvoj kritického myšlení opírajícího se o informovanost
- rozvoj imaginativního a kreativního myšlení
- rozvoj uvědomění zájmů a potřeb jiných
- rozvoj smyslu pro vědeckou přesnost
- kultivace emocionálních potřeb
- rozvoj sociálního svědomí
- rozvoj schopnosti a požitku z celoživotního učení[1]

Kooperativní výuka dále zahrnuje cíle „úkolové“ a „socio-emocionální“, které jsou dané charakteristikou úkolů a technik aplikovaných v dané skupině. 

### Příklady cílů úkolových a socioemocionálních
| Úkolové cíle | Socio-emocionální cíle |
| --- | --- |
| - Vlastní vyjádření k látce - Zkoumání předpokladů - Pozorné naslouchání - Tolerování dvojjazyčnosti - Učení se o skupinách - Sledování vyučování - Zlepšení vztahu učitel – žák - Porozumění textu | - Větší senzitivita k druhým - Posuzování sebe samého ve vztahu k druhým - Povzbuzování sebejistoty - Osobnostní rozvoj - Uvědomění si slabosti a síly druhých - Dávání podpory - Stimulace k lepší práci - Práce ve skupině, se kterou se může žák identifikovat |

## Interpretace pojmu kooperativní učení
Kooperativní učení je koncept přenesený k nám z edukačních věd ze zahraničí, s původem v USA. Problematika kooperativního učení je provázána v té, které oblasti s předchozím pohledem na učení ve skupinách. (v anglosaské především s odkazem J. Deweye, ve frankofonní s odkazem C. Freineta apod.). V zahraniční literatuře se objevuje od první poloviny 70. let 20. století. Koncept kooperativního učení se přenáší do Českého edukačního prostředí až od konce devadesátých let 20. století. Mezi nejvýznamnější autory v Česku publikující v této oblasti patří Skalková, Stračár a Kasíková.
V pedagogických souvislostech je interpretováno v různých rovinách:
- jako teorie vzdělávání - Yves Bertrand
- jako uspořádání sociálních vztahů v učebních situacích - Jerome Kagan, Slavin, Johnson & Johnson
- jako soubor vyučovacích a učebních strategií a praktik - Henry A. Murray[4]

## Přístupy ke kooperativnímu učení
Jsou popsány také různé přístupy ke kooperativnímu učení:
- přístup prostřednictvím principů - D. a  R. Johnsonovi
- strukturální přístup – tj. kooperativní učení jako strukturování interakcí - Jerome Kagan
- přístup týmových učebních metod - Slavin
- přístup skupinové investigace - Shlomo Sharan
- přístup komplexního vyučování - Julie E. Cohen[4]